# Нижньокринська селищна рада
Нижньокринська се́лищна ра́да — орган місцевого самоврядування у складі Совєтського району Макіївки Донецької області. Адміністративний центр — селище міського типу Нижня Кринка.

## Загальні відомості
- Населення ради: 17264 особи (станом на 2001 рік)

## Населені пункти
Селищній раді підпорядковані населені пункти:
- смт Нижня Кринка
- смт Велике Оріхове
- смт Красний Октябр
- смт Лісне
- с. Липове
- с. Оріхове

## Склад ради
Рада складається з 30 депутатів та голови.
- Голова ради: Котова Тамара Василівна

### Депутати
За результатами місцевих виборів 2010 року депутатами ради стали:

#### За суб'єктами висування
| Суб'єкт висування | Кількість обраних депутатів | %   |
| ----------------- | --------------------------- | --- |
| Партія регіонів   | 30                          | 100 |

#### За округами
| № округу        | Прізвище, ім'я, по батькові         | Дата визнання обраним | Освіта         | Партійна приналежність | Відомості про обраного депутата                               |
| --------------- | ----------------------------------- | --------------------- | -------------- | ---------------------- | ------------------------------------------------------------- |
| Партія регіонів |                                     |                       |                |                        |                                                               |
| 1               | Черв'як Любов Леонідівна            | 04.11.2010            | Освіта вища    | член Партії регіонів   | комітет самоорганізації населення с-ще Красний Октябр, голова |
| 2               | Шамаріна Ніна Іванівна              | 04.11.2010            | Освіта вища    | член Партії регіонів   | ясла-сад № 89 м. Макіївки, сторож                             |
| 3               | Аліфіренко Сергій Анатолійович      | 04.11.2010            | Освіта середня | позапартійний          | шахта «Ясинівська-Глибока», електрослюсар                     |
| 4               | Крупський Олександр Степанович      | 04.11.2010            | Освіта середня | член Партії регіонів   | шахта «Ясинівська-Глибока», прохідник                         |
| 5               | Медведєв Сергій Анатолійович        | 04.11.2010            | Освіта середня | член Партії регіонів   | пенсіонер                                                     |
| 6               | Мягкова Любов Петрівна              | 04.11.2010            | Освіта середня | член Партії регіонів   | пенсіонер                                                     |
| 7               | Цимбаліст Яків Петрович             | 04.11.2010            | Освіта середня | член Партії регіонів   | пенсіонер                                                     |
| 8               | Михайлов Сергій Анатолійович        | 04.11.2010            | Освіта середня | позапартійний          | пенсіонер                                                     |
| 9               | Комісарук Володимир Іванович        | 04.11.2010            | Освіта вища    | позапартійний          | шахта «Ясинівська-Глибока», ел.слюсар                         |
| 10              | Панченко Олександр Миколайович      | 04.11.2010            | Освіта середня | член Партії регіонів   | пенсіонер                                                     |
| 11              | Лесковець Світлана Володимирівна    | 04.11.2010            | Освіта вища    | член Партії регіонів   | Нижньокринська селищна рада, секретар                         |
| 12              | Крамаренко Наталія Олександрівна    | 04.11.2010            | Освіта вища    | член Партії регіонів   | ДП «Макіїввугілля», майстер-бригадир                          |
| 13              | Макаров Володимир Миколайович       | 04.11.2010            | Освіта середня | член Партії регіонів   | шахта «Ясинівська-Глибока», кріпильник                        |
| 14              | Пронін Євгеній Миколайович          | 04.11.2010            | Освіта вища    | член Партії регіонів   | ДП «Макіїввугілля», майстер                                   |
| 15              | Версоцька Олена Валеріївна          | 04.11.2010            | Освіта вища    | позапартійна           | приватний підприємець, бухгалтер                              |
| 16              | Єфремова Інна Борисівна             | 04.11.2010            | Освіта вища    | член Партії регіонів   | Макіївська міська рада, спеціаліст відділу культури           |
| 17              | Данікович Валерій Павлович          | 04.11.2010            | Освіта середня | позапартійний          | шахта «Ясинівська-Глибока», гірничий робітник очисного вибою  |
| 18              | Пустовіт Віктор Миколайович         | 04.11.2010            | Освіта вища    | позапартійний          | шахта «Жданівська», заступник начальника дільниці             |
| 19              | Пралюк Микола Михайлович            | 04.11.2010            | Освіта середня | член Партії регіонів   | пенсіонер                                                     |
| 20              | Лазаренко Лілія Михайлівна          | 04.11.2010            | Освіта середня | член Партії регіонів   | комітет самоорганізації населення смт Н-Кринка, голова        |
| 21              | Каминська Галина Миколаївна         | 04.11.2010            | Освіта вища    | член Партії регіонів   | приватний підприємець                                         |
| 22              | Клесова Алла Георгіївна             | 04.11.2010            | Освіта вища    | позапартійна           | «Міська лікарня № 8», старша медична сестра                   |
| 23              | Силютіна Світлана Миколаївна        | 04.11.2010            | Освіта вища    | член Партії регіонів   | пенсіонер                                                     |
| 24              | Дзюрман Людмила Григорівна          | 04.11.2010            | Освіта вища    | член Партії регіонів   | шахта «Північна», головний геолог                             |
| 25              | Тлустенко Любов Павлівна            | 04.11.2010            | Освіта вища    | член Партії регіонів   | пенсіонер                                                     |
| 26              | Проценко Людмила Павлівна           | 04.11.2010            | Освіта вища    | член Партії регіонів   | пенсіонер                                                     |
| 27              | Тарасюк Андрій Федорович            | 04.11.2010            | Освіта середня | член Партії регіонів   | пенсіонер                                                     |
| 28              | Данілова Світлана Миколаївна        | 04.11.2010            | Освіта вища    | член Партії регіонів   | комітет самоорганізації населення с. Комунар, голова          |
| 29              | Яковенко Людмила Олександрівна      | 04.11.2010            | Освіта вища    | член Партії регіонів   | пенсіонер                                                     |
| 30              | Андринатьев Володимир Олександрович | 04.11.2010            | Освіта вища    | член Партії регіонів   | Приватне підприємство «Шанс-Дон 1», виконавчий директор       |